# Salle d'arcade
Pour les articles homonymes, voir Arcade.
 (octobre 2019).
Si vous disposez d'ouvrages ou d'articles de référence ou si vous connaissez des sites web de qualité traitant du thème abordé ici, merci de compléter l'article en donnant les références utiles à sa vérifiabilité et en les liant à la section « Notes et références ».

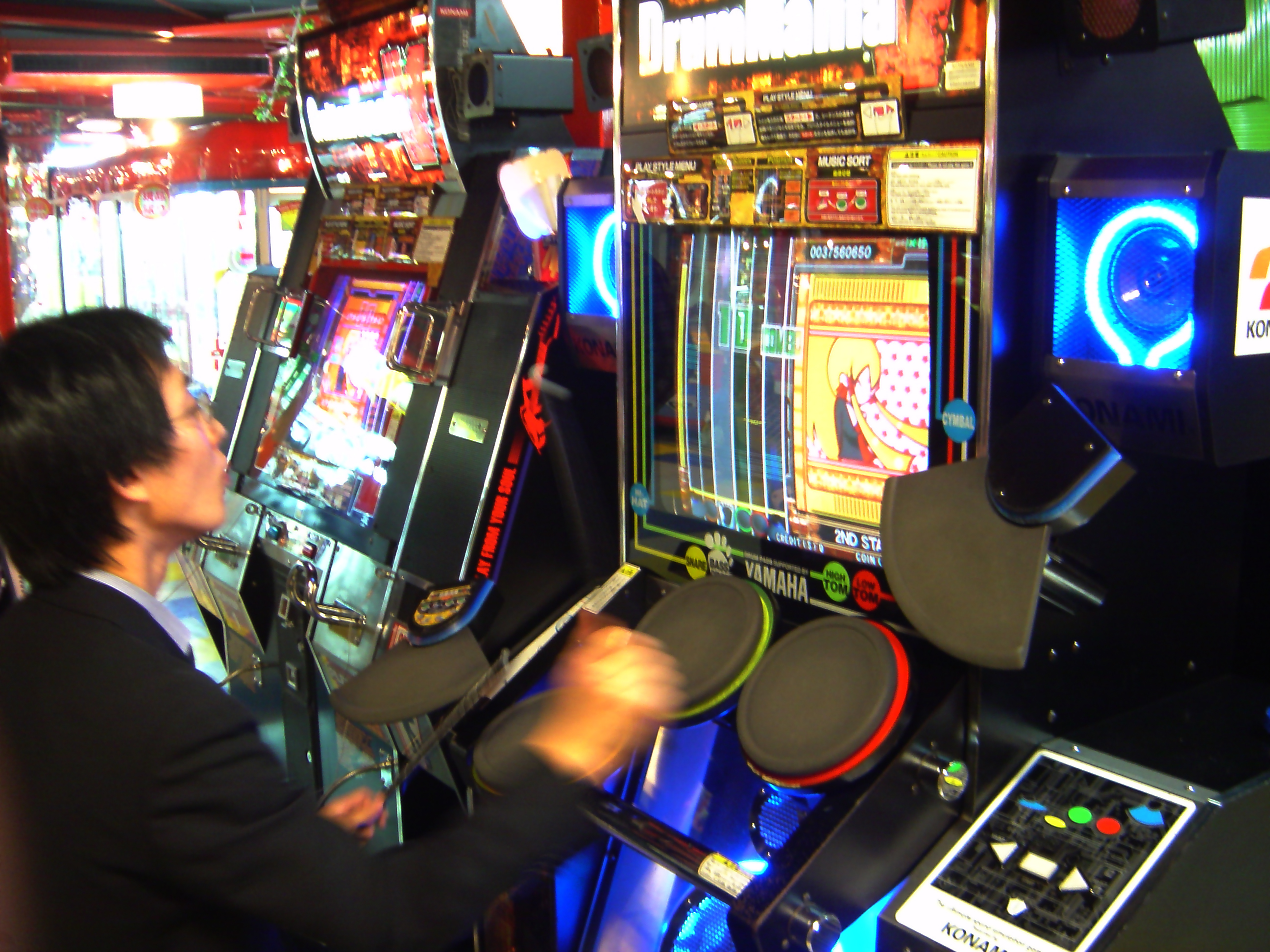
Une salle d’arcade à Tsukuba au Japon.

Une salle d’arcade est un établissement de loisirs regroupant des appareils tels que des jeux d’arcade, des flippers, des baby-foots, des tables d'air hockey, des machines attrape-jouet ainsi que des billards.

## Description
Les salles d’arcade sont principalement fréquentées par un public jeune, partant de l’enfance, l’adolescence jusqu’à de jeunes adultes.
Elles sont souvent bruyantes. Elles bénéficient d’un univers sonore bien marqué. On peut ainsi entendre les musiques ou les sons des modes attractifs des jeux vidéo ainsi que le cliquetis des boutons et des manettes, la détonation de flippers qui claquent ou la bille touchant le verre mais également les boules de billard qui carambolent. Les parties de baby-foot peuvent également participer à ce brouhaha particulier.

## Déclin
Les salles d’arcade sont en déclin depuis les années 1990, en partie à cause de la montée en puissance des consoles de jeux et des ordinateurs personnels. Cependant, en Asie, et notamment au Japon, les salles d’arcade sont restées relativement plus nombreuses qu’en Europe ou en Amérique du Nord.
En France, le déclin peut s'expliquer par plusieurs raisons la diffusion des consoles de jeux.